# Lijst van beschermd erfgoed in Thimister-Clermont
Onderstaande tabel geeft een overzicht van de beschermde erfgoederen in de gemeente Thimister-Clermont. Het beschermd erfgoed maakt deel uit van het cultureel erfgoed in België.
| Object | Bouwjaar/architect | Deelgemeente | Adres | Coördinaten                   | Nummer?                | Afbeelding |
| --- | ------------------ | ------------ | ----- | ----------------------------- | ---------------------- | --- |
| Orgels van de Sint-Rochuskerk (Elsaute) |                    |              |       | 50° 38' 46" NB, 5° 53' 45" OL | 63089-CLT-0002-01 Info | Orgels van de Sint-Rochuskerk (Elsaute) |
| Huis te n°305 te Crawhez (tegenwoordig boerderij, n° 44) |                    |              |       | 50° 40' 38" NB, 5° 52' 58" OL | 63089-CLT-0003-01 Info | Huis te n°305 te Crawhez (tegenwoordig boerderij, n° 44) |
| Kasteelhoeve de Crawhez: vier gevels, daken, open haard op de begane grond |                    |              | n°10  | 50° 40' 24" NB, 5° 53' 8" OL  | 63089-CLT-0004-01 Info | Kasteelhoeve de Crawhez: vier gevels, daken, open haard op de begane grond |
| Sint-Odiliakapel en ensemble gevormd door het gebouw en de omgeving |                    |              |       | 50° 39' 21" NB, 5° 50' 51" OL | 63089-CLT-0006-01 Info | Sint-Odiliakapel en ensemble gevormd door het gebouw en de omgeving |
| Sint-Rochuskapel |                    |              |       | 50° 38' 51" NB, 5° 51' 47" OL | 63089-CLT-0007-01 Info | Sint-Rochuskapel |
| Sint-Annakapel |                    |              |       | 50° 40' 16" NB, 5° 52' 49" OL | 63089-CLT-0008-01 Info | Sint-Annakapel |
| Oud gemeentehuis: gevels, daken en bordes |                    |              |       | 50° 39' 34" NB, 5° 53' 1" OL  | 63089-CLT-0009-01 Info | Oud gemeentehuis: gevels, daken en bordes |
| Sint-Jacobus de Meerderekerk: koor, narthex en een transept |                    |              |       | 50° 39' 33" NB, 5° 52' 59" OL | 63089-CLT-0010-01 Info | Sint-Jacobus de Meerderekerk: koor, narthex en een transept |
| Sint-Jacobus de Meerderekerk: (inclusief het koor werden het transept en de narthex geklasseerd bij Koninklijk Besluit van 15 maart 1934) (M) en ensemble gevormd door de kerk en het kerkhof eromheen |                    |              |       | 50° 39' 33" NB, 5° 52' 59" OL | 63089-CLT-0011-01 Info | Sint-Jacobus de Meerderekerk: (inclusief het koor werden het transept en de narthex geklasseerd bij Koninklijk Besluit van 15 maart 1934) (M) en ensemble gevormd door de kerk en het kerkhof eromheen |
| Muur rond begraafplaats bij Sint-Jacobus de Meerderekerk |                    |              |       | 50° 39' 32" NB, 5° 52' 58" OL | 63089-CLT-0012-01 Info | Muur rond begraafplaats bij Sint-Jacobus de Meerderekerk |
| Ensemble gevormd door het dorpsplein van Clermont-sur-Berwinne, Place de la Halle |                    |              |       | 50° 39' 35" NB, 5° 53' 3" OL  | 63089-CLT-0013-01 Info | Ensemble gevormd door het dorpsplein van Clermont-sur-Berwinne, Place de la Halle |
| Monument Fonck en zijn hek, chaussée Charlemagne |                    |              |       | 50° 38' 44" NB, 5° 51' 6" OL  | 63089-CLT-0015-01 Info | Monument Fonck en zijn hek, chaussée Charlemagne |
| Voorgevel, puntgevel en het dak van het huis, place de la Halle 34 |                    |              |       | 50° 39' 33" NB, 5° 53' 4" OL  | 63089-CLT-0016-01 Info | Voorgevel, puntgevel en het dak van het huis, place de la Halle 34 |